# Gyrocaryum
Gyrocaryum là một chi thực vật thuộc họ Boraginaceae.
Bao gồm các loài:
- Gyrocaryum oppositifolium, Valdés